# Ramona Barrufet
Ramona Barrufet i Santacana (Juneda, Lérida, 9 de octubre de 1959) es una profesora, sindicalista y política española, diputada en el Parlamento de Cataluña en la IX, X y XI legislatura. Ha sido también la Secretaria Cuarta de la Mesa del  Parlamento de Cataluña en la  XI legislatura autonómica de Cataluña.

## Biografía
Es diplomada por la Escuela de Magisterio de la Universidad de Lérida y ha trabajado como profesora de música y de francés. Es miembro de la ejecutiva de la FETE-UGT de Lérida y vicepresidenta de la Fundación María Aurelia Capmany de la UGT.  Es militante de Convergencia Democrática de Cataluña desde el año 1981. 
Desde las elecciones municipales de 1999 es concejala  del Ayuntamiento de Arbeca, del que ha sido alcaldesa de 2005 a 2007.  
De 2003 a 2011 fue miembro del consejo comarcal de la comarca de Las Garrigas y de 2003 a 2012 presidenta comarcal de Convergencia Democrática de Cataluña de dicha comarca.
Ha sido elegida diputada en las Elecciones al Parlamento de Cataluña de 2010 y en las Elecciones al Parlamento de Cataluña de 2012. Ha sido portavoz del grupo parlamentario de Convergencia y Unión en la Comisión de Educación y Universidades del Parlamento de Cataluña.
En las Elecciones al Parlamento de Cataluña de 2015 formó parte de la candidatura Junts pel Sí por la provincia de Lérida y fue elegida Secretaria Cuarta de la Mesa del  Parlamento de Cataluña.

## Causa judicial
El martes, 31 de octubre de 2017 el Tribunal Supremo admitió a trámite la querella presentada por la Fiscalía por rebelión, sedición y malversación contra cinco exmiembros de la Mesa del Parlamento de Cataluña, Carme Forcadell (expresidenta del Parlamento), Lluís Corominas, Anna Simó, Lluís Guinó, Ramona Barrufet, y contra el secretario Joan Josep Nuet, por participar en el denominado procés y la declaración unilateral de independencia, a través de un procedimiento de urgencia que fue declarado nulo por el Tribunal Constitucional, vulnerando en dicho acto los derechos de participación de los partidos políticos de la oposición y falseando la publicación de dicho Proyecto, ya que el secretario general del Parlamento se negó a tramitarlo por inconstitucional. El Supremo (TS), designó como instructor de la misma al magistrado Pablo Llarena, que citó a los querellados para tomarles declaración los días 2 y 3 de noviembre de 2017 a partir de las 9.30 de la mañana.